# James Pleasants

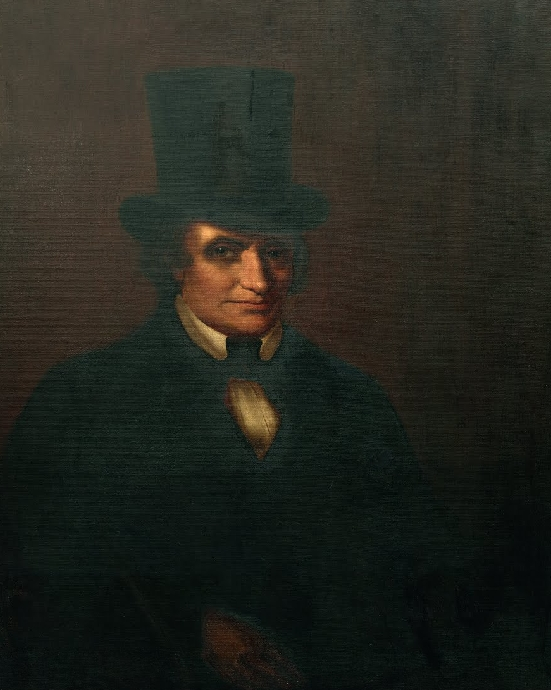
James Pleasants

James Pleasants Jr. (* 24. Oktober 1769 im Powhatan County, Colony of Virginia; † 9. November 1836 in Goochland, Virginia) war ein US-amerikanischer Politiker und von 1822 bis 1825 Gouverneur des Bundesstaates Virginia. Außerdem vertrat er seinen Staat in beiden Kammern des US-Kongresses.

## Frühe Jahre und politischer Aufstieg
James Pleasants besuchte das College of William & Mary in Williamsburg. Nach einem anschließenden Jurastudium und seiner Zulassung als Rechtsanwalt begann er im Jahr 1791 im Amelia County in diesem Beruf zu arbeiten. Politisch wurde er Mitglied der von Thomas Jefferson gegründeten Demokratisch-Republikanischen Partei. Zwischen 1797 und 1802 gehörte er dem Abgeordnetenhaus von Virginia an, von 1803 bis 1811 war er Schriftführer in diesem Gremium.

## Pleasants im Kongress
Zwischen dem 4. März 1811 und dem 14. Dezember 1819 war James Pleasants Abgeordneter im Repräsentantenhaus der Vereinigten Staaten. Er war zeitweise Vorsitzender des Ausschusses zur Kontrolle der öffentlichen Ausgaben und war Mitglied des Ausschusses, der die Ausgaben des Marineministeriums kontrollierte. Nach dem Rücktritt von John Wayles Eppes wurde Pleasants zu dessen Nachfolger als US-Senator gewählt. Daraufhin legte er sein Mandat im Repräsentantenhaus nieder. Zwischen dem 14. Dezember 1819 und dem 15. Dezember 1822 verblieb er im Senat. Er war Vorsitzender des Ausschusses für maritime Angelegenheiten. Nachdem er von der Legislative von Virginia zum neuen Gouverneur gewählt worden war, trat er als Senator zurück.

## Gouverneur von Virginia und weiterer Lebenslauf
James Pleasants trat sein neues Amt am 11. Dezember 1822 an und konnte es nach zwei Wiederwahlen in den Jahren 1823 und 1824 bis zum 11. Dezember 1825 ausüben. Als Gouverneur förderte er die Bildung und die Erziehung auch für Kinder von ärmeren Gesellschaftsschichten. Er verbesserte auch den Strafvollzug in seinem Staat. Auf dem Gebiet der Sklaverei befürwortete er die Ansiedlung der Sklaven als Kolonisten in Afrika. Pleasants war ein Gegner der Einfuhrzölle, weil er diese für die Wirtschaft des Südens als kontraproduktiv ansah. Nach Ablauf seiner Amtszeit war James Pleasants in den Jahren 1829 und 1830 Mitglied einer Versammlung zur Überarbeitung der Staatsverfassung von Virginia. Danach zog er sich in den Ruhestand zurück, den er auf seinem Anwesen „Contention“ im Goochland County verbrachte. Dort ist er 1836 auch verstorben. Mit seiner Frau Susanna Lawson Rose hatte er acht Kinder.